# Lăng mộ Tây Hạ

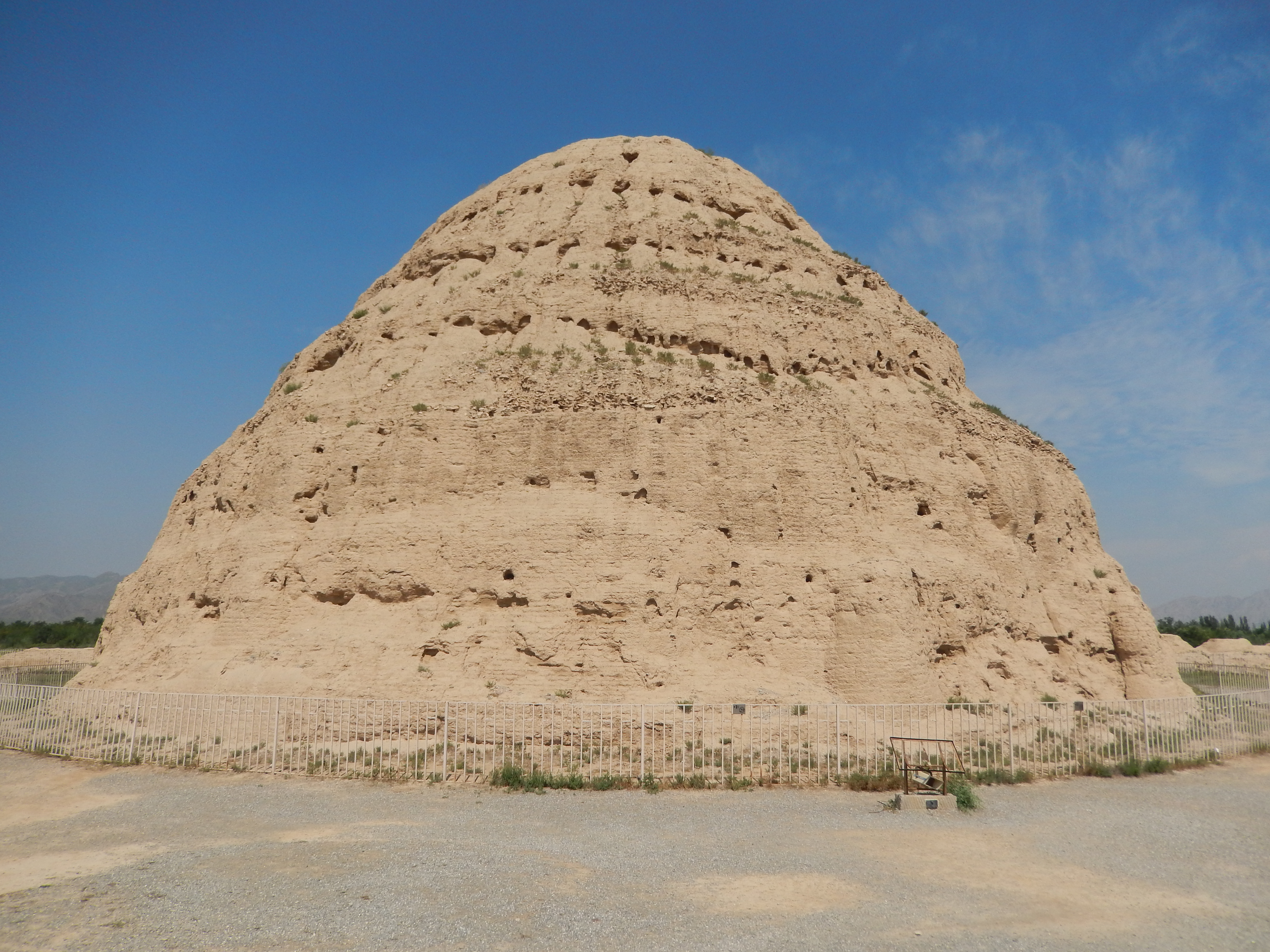
Lăng mộ số 3 của Hoàng đế Lý Nguyên Hạo thuộc quần thể Lăng mộ Tây Hạ.

Lăng mộ Tây Hạ là một quần thể các lăng mộ nằm trên khu vực có diện tích 50 km2 (19 dặm vuông Anh) nằm ở chân của Dãy núi Hạ Lan (贺兰山) thuộc khu tự trị Ninh Hạ, tây bắc Trung Quốc. Tại đây bao gồm 9 lăng mộ của các vua Tây Hạ cùng 250 ngôi mộ của các quan lại hoàng gia. Quần thể chôn lấp này nằm cách Hưng Khánh, thành phố Ngân Xuyên khoảng 40 km (25 dặm) về phía tây.
Cho đến nay, khoảng 17.000 mét vuông đã được khai quật và hiện đang nỗ lực để bảo vệ và bảo tồn những phần còn lại của quần thể lăng mộ này.

## Lịch sử
Vương triều Tây Hạ còn được gọi là đế chế Đảng Hạng tồn tại từ năm 1038 đến 1227 khi nó bị chinh phục bởi đế chế Mông Cổ dưới thời Thành Cát Tư Hãn. Đế chế này được thành lập bởi những người Đảng Hạng, một dân tộc mà hiện nay ít người biết đến. Qua các cuộc khai quật thì chỉ có lăng mộ số 3 là đã được khai quật và nghiên cứu đầy đủ. Nó là lăng mộ của Tây Hạ Cảnh Tông, được biết đến là Lý Nguyên Hạo (1003-1048), vị hoàng đế khai quốc ra triều đại Tây Hạ. Đây là lăng mộ hình tháp kết hợp giữa lăng mộ với đền thờ truyền thống mang đặc điểm của Phật giáo.
Các cuộc khai quật đã tìm ra rất nhiều các tư liệu và hiện vật quý, trong đó có chữ viết Tây Hạ thể hiện qua những bức tranh phản ánh cuộc sống du mục và cuộc sống trong thành của người Tây Hạ, các tác phẩm điêu khắc các loại, rất nhiều đồng tiền cổ lưu thông thuộc các thời kỳ như "Khai Nguyên thông bảo", "Thuần Hoá thông bảo", "Chí Đạo thông báo". "Thiên Hỉ thông báo", "Đại Quan thông bảo" cùng nhiều loại đồ đồng, quân cờ gốm… Điều càng khiến các nhà khảo cổ kinh ngạc là có rất nhiều tượng đá, tượng đất hình dáng độc đáo.
Quần thể lăng mộ này đã trả lời cho những nhà thám hiểm đến Trung Á đầu thế kỷ 20 bao gồm Pyotr Kozlov, Aurel Stein và Sven Hedin.

## Danh sách lăng mộ
| TT | Tên               | Nơi an táng của                                                          | Ảnh                      | Sơ đồ mặt bằng      |
| -- | ----------------- | ------------------------------------------------------------------------ | ------------------------ | ------------------- |
| 1  | Dụ Lăng (裕陵)    | Lý Kế Thiên 李繼遷 (963–1004)                                            | Lăng mộ Lý Kế Thiên      |                     |
| 2  | Gia Lăng (嘉陵)   | Lý Đức Minh 李德明 (981–1032)                                            | Lăng mộ Lý Đức Minh      | Plan of Mausoleum 2 |
| 3  | Thái Lăng (泰陵)  | Lý Nguyên Hạo 李元昊 (1003–1048) hay Tây Hạ Cảnh Tông (tại vị 1038–1048) | Mausoleum of Li Yuanhao  |                     |
| 4  | An Lăng (安陵)    | Lý Lượng Tộ 李諒祚 (1047–1068) hay Tây Hạ Nghị Tông (tại vị 1048–1068)   | Mausoleum of Li Liangzuo |                     |
| 5  | Hiến Lăng (獻陵)  | Lý Bỉnh Thường 李秉常 (1061–1086) hay Tây Hạ Huệ Tông (tại vị 1068–1086) |                          |                     |
| 6  | Hiển Lăng (顯陵)  | Lý Càn Thuận 李乾順 (1083–1139) hay Tây Hạ Sùng Tông (tại vị 1086–1139)  |                          |                     |
| 7  | Thọ Lăng (壽陵)   | Lý Nhân Hiếu 李仁孝 (1124–1193) hay Tây Hạ Nhân Tông (tại vị 1139–1193)  |                          |                     |
| 8  | Trang Lăng (莊陵) | Lý Thuần Hữu 李純佑 (1177–1206) hay Tây Hạ Hoàn Tông (tại vị 1193–1206)  |                          |                     |
| 9  | Khang Lăng (康陵) | Lý An Toàn 李安全 (1170–1211) hay Tây Hạ Tương Tông (tại vị 1206–1211)   |                          |                     |